# Sjömina

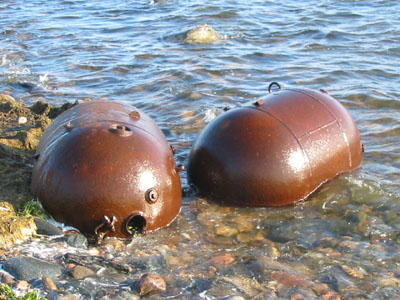
Sjöminor

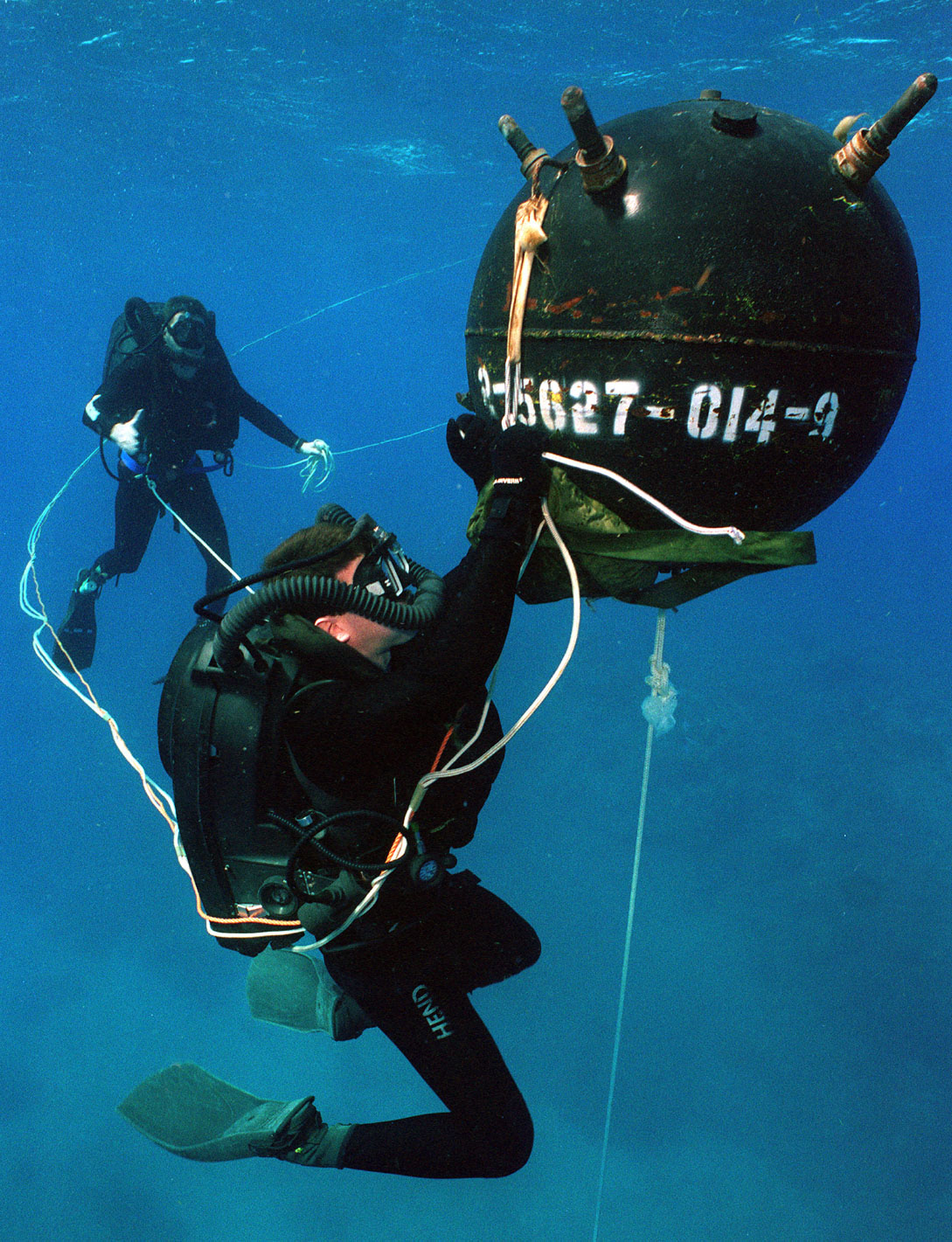
En förankrad kontaktmina förses med röjladdning av en amerikansk röjdykare vid en träningsanläggning utanför Guantanamo Bay på Kuba.

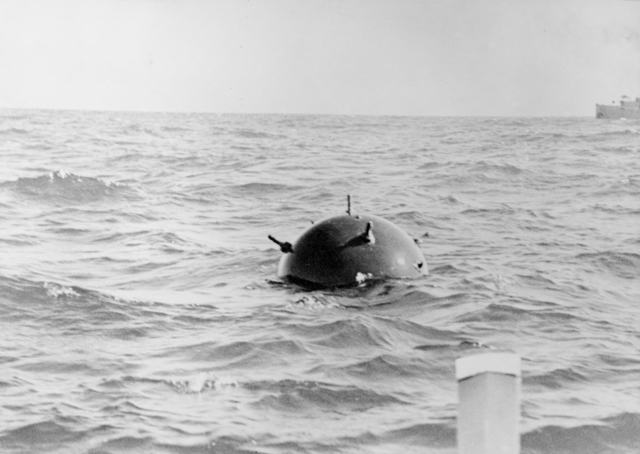
En tysk kontaktmina i australiensiskt vatten under andra världskriget.

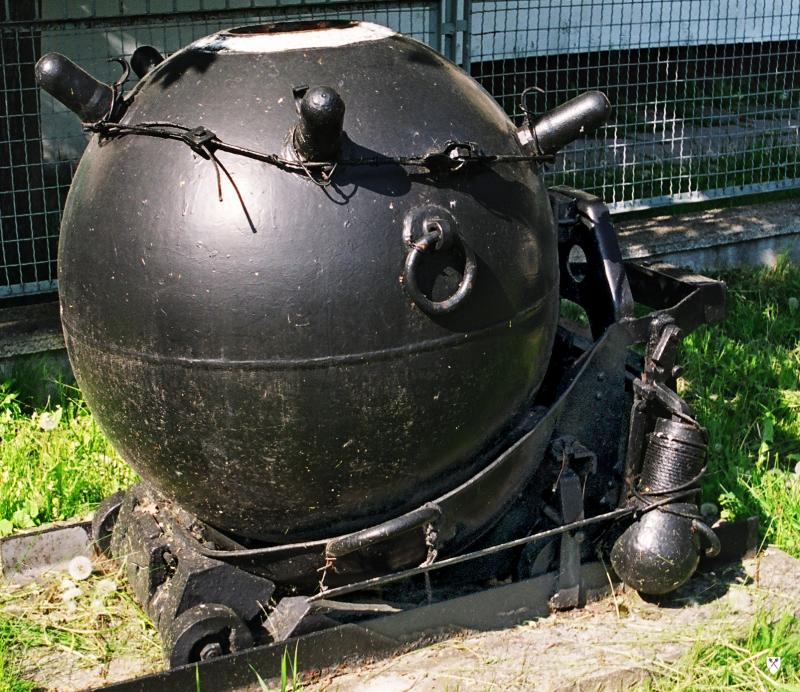
En förankrad kontaktmina. Notera lodet, som används för att bestämma minans förankringsdjup. Hertzhornen är försedda med skydd som avlägsnas strax före fällning av minan.

Sjömina är en typ av mina som används till sjöss. Minorna kan vara förankrade flytminor som flyter på förbestämt djup under ytan alternativt ligga på botten. Minor kan utlösas av påverkan från passerande fartyg, av tidskretsar, eller genom manuell fjärrpåverkan från observatörer i närområdet. Sjöminan är det vapen som sänkt och skadat flest fartyg, tonnaget som drabbats av minsprängningar är större än för alla andra vapensystem tillsammans. Totalt har 1,3 miljoner minor fällts i ett 20-tal olika krig.

## Historik

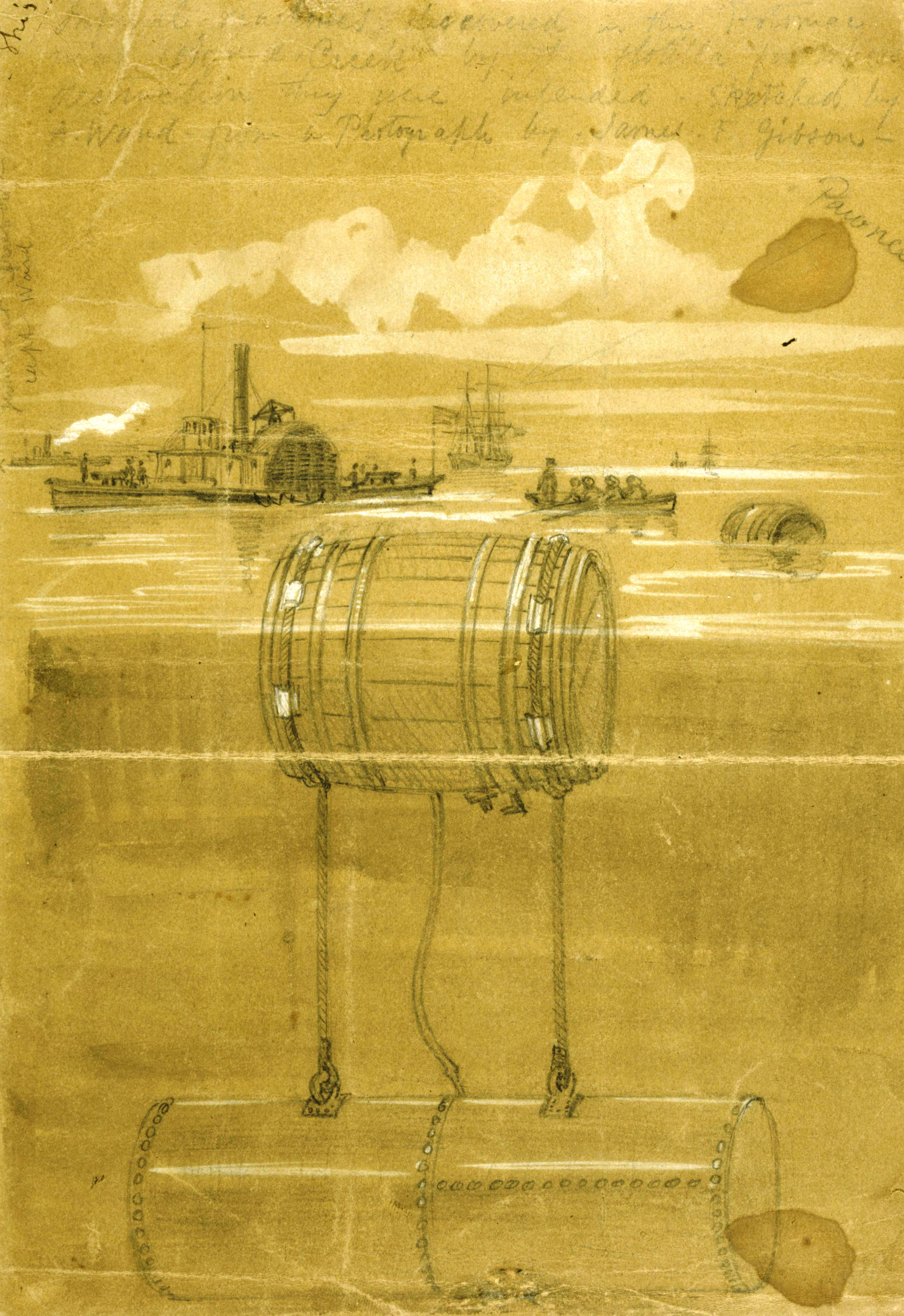
Helvetesmaskin.

Sjöminans historia börjar med flytande träkaggar fyllda med krut, som från år 1776 användes mot ankrade fartyg under det amerikanska frihetskriget. Sjöminornas verkliga utveckling anses dock börja med Robert Fultons första lyckade sprängning av en stångmina mot ett fartygsskrov år 1801. 1843 utvecklade Samuel Colt, revolverns uppfinnare, en kontrollerbar mina, som kunde detoneras med elektrisk avfyrning från land.
Kontaktminan föddes under Krimkriget, där ryssarna kombinerade mineringar med kontaktminor och kontrollerbara minor. Redan i detta krig motverkades mineringarna med de första minsvepningsföretagen, genomförda av britterna.
Genomslaget för minan som vapen var stort och utvecklingen gick i rask takt. Under amerikanska inbördeskriget sänktes minst ett 20-tal fartyg, främst av sydstaterna som med hjälp av detta enkla och relativt billiga vapen kunde kompensera för sin underlägsenhet till sjöss. Mot slutet av kriget var verkansdelen uppe i 500 kilo svartkrut, en betydande utveckling jämfört med de första laddningarna på enstaka kilon bomullskrut.
År 1868 kom ett mycket viktigt genombrott, då Otto Hertz skapade en mycket pålitlig och väl fungerande avfyrningsanordning för kontaktminor. Hertzhornet (beskrivet i stycket om förankrade kontaktminor) blev en av minkrigets viktigaste uppfinningar.
Det första kriget med storskalig användning av okontrollerbara sjöminor var det rysk-japanska kriget 1904–1905. Sjöminorna orsakade omfattande skador för båda sidor, och tvingade fram en snabb parallell utveckling av minsvepningstekniker.
Den åttonde Haagkonventionen från 1907 införde regler för minkriget, bland annat förbud mot drivminor samt att den som lägger ut minor ska meddela sjöfarande var de lagts ut.

## Typer av sjöminor
Sjöminor kategoriseras utifrån förankringssätt och utlösningsmekanism. Två kategorier av utlösningstyper finns:
- Kontaktminor detoneras vid direkt kontakt med ett fartyg, via olika typer av mekaniska sensorer för att detektera kontakten.
- Avståndsminor innehåller sensorer för att detektera påverkan från passerande fartyg inom alla tänkbara signaturområden, men främst genom att detektera och i avancerade fall identifiera det passerande fartygets akustiska eller magnetiska profil eller dess påverkan på vattentrycket.

I huvudsak finns dessutom två olika förankringssätt:
- Förankrade minor
- Bottenminor

Det förekommer även drivminor, vilka är förbjudna enligt en Haagkonvention från 1907, varför dessa väldigt sällan påträffas. De var dock vanliga under världskrigen, men skapade ofta större problem för den som lade ut mineringen än för den tänkta mottagaren.
Förankrade minor har en flytande minkropp som via en ankarlina (ofta en vajer) sitter fast i ett ankare. Kan förankras på olika djup. Förankrade minor har oftast ett utseende man förknippar med klassiska sjöminor då flytkroppen måste ges en viss volym för att få tillräcklig flytkraft. Notera att förankrade minor helst förankras så att de inte syns på ytan. Minor som flyter på ytan är lätta att undvika och röja.
Bottenminor ligger som namnet antyds på botten, och kan således endast användas inom ett begränsat djupområde då verkansradien är begränsad till några tiotal meter. Bottenminor kan i princip formas hur som helst, och ofta eftersträvas former som gör minan svårupptäckt med sonar.
Kombination av förankringstyp och utlösningsmekanism ger då följande huvudtyper av sjöminor:
- Förankrad kontaktmina
- Förankrad avståndsmina
- Bottenavståndsmina

Ibland listas även bottenkontaktminor som en sjömina, men eftersom de används på mycket grunt vatten, och företrädesvis mot landstigningsfordon, så är de snarare att betrakta som vattentåliga fordonsminor.

### Förankrade kontaktminor
Förankrade kontaktminor är ett så kallat "fattigmansvapen", då konstruktionen och produktionen är mycket enkel i förhållande till effekten. 
Via mekaniska inställningar kan längden på ankarlinan ställas in så att minan stannar på önskat djup, beroende på vilken typ av mål man avser förhindra med mineringen. Detta sker vanligast genom justering av längden på linan till ett lod som sitter fäst vid ankaret. Vid minfällning flyter hela minkonstruktionen (flytkropp och ankare) som en sammansatt enhet, lodet rullas ut till det förinställda djupet, varpå minankaret fylles med vatten och lossas från flytkroppen. Ankaret sjunker sedan med löpande ankarlina tills lodet tar i botten, varpå ankarlinan låses och minan dras med ned till samma djup som längden på lodlinan.
Minering med förankrade minor är möjlig i områden med stora vattendjup, då ankarlinan kan göras mycket lång. Starka vattenströmmar kan dock göra att de långa ankarlinorna tillåter minan att röra sig för mycket, och i vissa lägen hamna för långt under ytan.
Verkansladdningen i den förankrade kontaktminan finns i flytkroppen, och har ofta en storlek på 50–200 kg. Detektionen av kontakten med ett fartyg sker vanligast via ett flertal Hertzhorn spridda över flytkroppen. Hertzhornet består av en glashylsa med elektrolyt innesluten i ett gummihölje, skyddat av ett yttre blyhölje. Vid påsegling böjs blyhöljet, varpå glashylsan knäcks, och elektrolyten rinner ut i gummihylsan och kommer i kontakt med två metallbleck som blir anod och katod i det batteri som således skapas i påseglingstillfället, och som direkt tänder tändladdningen. Fördelen är att batterilivslängden på minan blir mycket lång. Konstruktioner med mekaniska eller elektriska kontaktspröt finns också, men kräver då ett aktivt batteri.
Ovanligare kontaktsensorer är kvicksilversensorer eller liknande sensorer för att detektera rörelser.
Kontaktminor förses ibland med flytande propellersnärjare, avsedda att fastna i fartygens roterande propellrar för att sedan dra in minan till fartyget. Detta ökar verkansradien på minan, men ökar också risken för upptäckt av minan redan innan påsegling.

### Förankrade avståndsminor
Förankrade avståndsminor förankras på samma sätt som kontaktminorna. Den huvudsakliga skillnaden är att avståndsminan använder en eller flera sensorer för att detektera påverkan från ett passerande fartyg. Mikrofoner används för att detektera motorbuller och propellerljud, spolar och magnetiska sensorer används för att detektera förändringar i det jordmagnetiska fältet vid passage av större metallfartyg och trycksensorer används för att detektera tryckförändringen som uppkommer av de vågor som skapas vid fartygets framfart genom vattnet. Avancerad kombinatorik och identifieringslogik kan användas för att särskilja mellan olika måltyper, eller för att diskriminera avståndsverkande minsvep.
Laddningsstorlek är ofta aningen större än för kontaktminor, då verkan måste uppnås även på ett visst avstånd. Laddningarna ligger således på mellan 100 och 300 kg.

### Bottenavståndsminor
Bottenavståndsminor använder samma sensorteknik som förankrade avståndsminor, men har ingen komplicerad ankarkonstruktion. Istället fälls den för att ligga direkt på sjöbotten, och ges ofta en form avsedd att försvåra för upptäckt med sonar eller av röjdykare. Kan med fördel fällas från ubåtar, antingen genom att de ges en konstruktion som torpeder, eller att ubåten förses med interna minbrunnar eller en extern mingördel.

### Ovanligare mintyper
- Svephinder – utformade för att förstöra minsvep. Blandas in i mineringen för att binda minröjningsresurser under längre tid.
- Raketmina – bottenavståndsmina som avfyrar en målstyrd raket (inte torped) mot målet. Tillåter användning av bottenminor på större djup, och förstorar avståndsminans verkansradie.
- Torpedmina – i princip en torped som kan läggas ut på botten för att vänta på passerande fartyg. Används framförallt för minering från ubåtar.
- Bukettmina – Förankrad mina med flera minkroppar, som släpps upp från ankaret efterhand som den aktiva minan detonerar eller röjs. Försvårar röjning avsevärt, då minor kan aktiveras efter att röjning avslutas.

## Vapenverkan

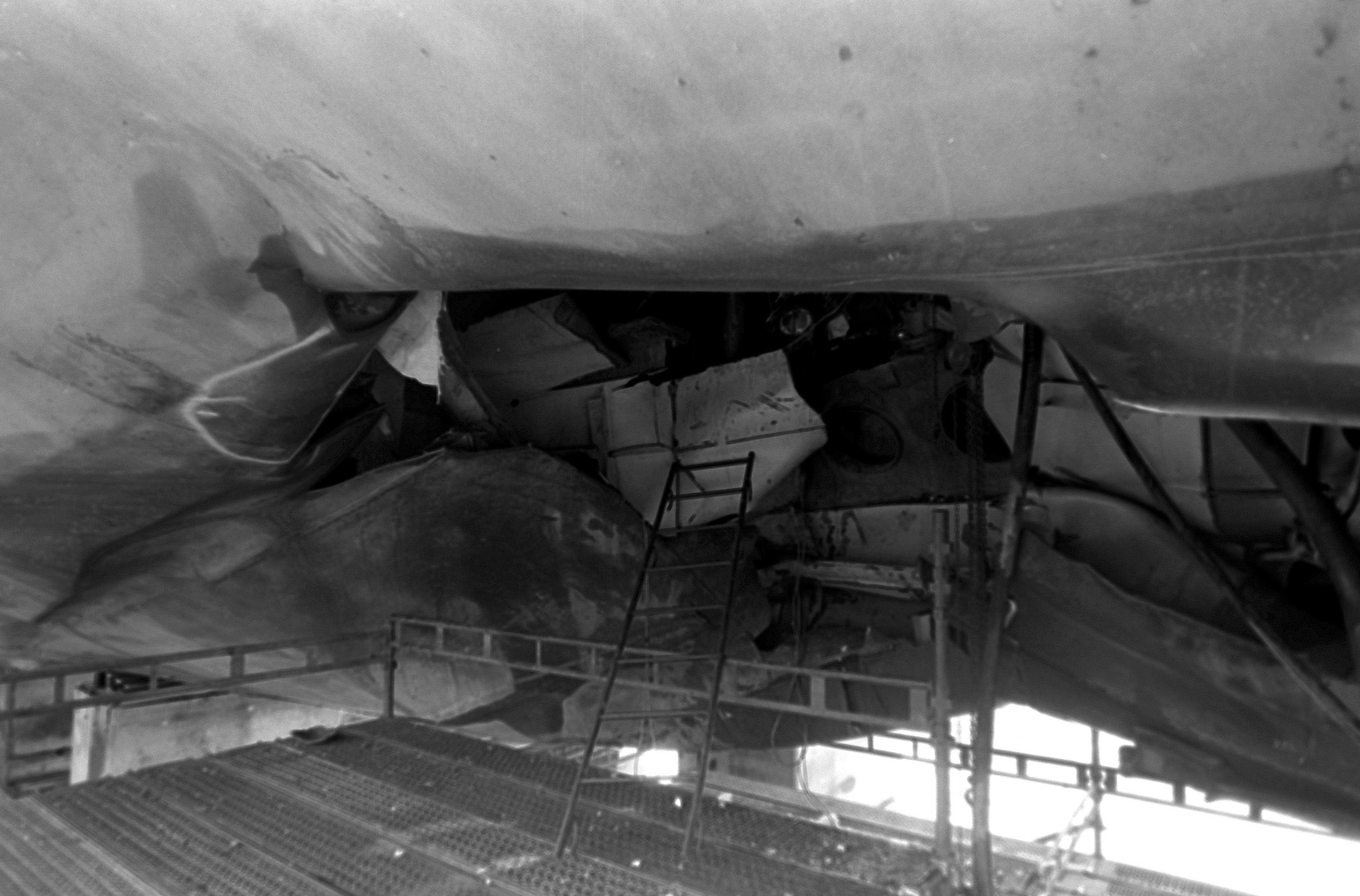
Skrovskada på USS Samuel B. Roberts efter påsegling av sjömina i Persiska viken 14 april 1988.

Vanliga sprängämnen i primärladdningen är trotyl eller hexotonal (en blandning av trotyl, hexogen och aluminium). De skador som minor åsamkar ett fartyg kan se ut på många olika sätt, beroende på laddningens storlek, avståndet från fartyget vid detonation, samt minans djup under vattenytan.

### Direktverkan
Vid direktkontakt, vanligast för förankrade kontaktminor, slår minans sprängkraft ofta upp ett stort hål genom fartygsskrovet, med snabb vatteninträngning som följd. Explosionen orsakar också interna skador och bränder, då explosionsgaserna expanderar in i fartyget. Större fartyg kan dock överleva denna typ av verkan förutsatt att skadan är begränsad till ett fåtal vattentäta sektioner. Denna direkta explosionsskada förekommer dock endast då minan påseglats på eller väldigt nära ytan. 

### Chockverkan
Om minan förankrats flera meter under ytan, så tillkommer också mer omfattande chockskador då stötvågen fortplantar sig genom vattnet. I princip lyfts hela fartyget ovanpå stötvågen, med omfattande skador på struktur och personal. Själva stöten orsakar svåra skelettskador, framförallt på lårben och höft. Efter den initiala stötvågen kan hela fartyget hamna i en kortare period av självsvängning, vilket orsakar skador på längsgående konstruktioner som bordläggning, propelleraxlar och rörsystem.

### Bubbeljet-effekt
En förekommande men ovanligare skadeeffekt är den så kallade bubbeljet-effekten, som förekommer då en avståndsmina detoneras rakt under ett fartyg. Explosionen skapar en gasbubbla som expanderar snabbt till en klotformad bubbla som stiger mot ytan. Expansionen sker så snabbt att bubblan pulserar då den efter den häftiga expansionen blir lika snabbt hoptryckt av den omgivande vattenmassan. Då bubblan stigit tillräckligt nära fartygsskrovet blir vattnets mottryck ovanifrån för litet för att hålla bubblan intakt och hela bubblan kollapsar genom att en vattenpelare bryter igenom underifrån. Denna vattenpelare innehåller tillräcklig kraft för att trycka hål i ett normalt fartygsskrov, med snabb vattenfyllning av fartyget som följd.

## Minering
Ett flertal faktorer påverkar hur en minering planeras och genomförs. Bland dessa är de viktigaste syfte och placering.

### Syfte
Minering kan ske tre i olika taktiska syften, offensivt, defensivt eller psykologiskt. Offensiva mineringar syftar till att hindra, fördröja eller störa fiendens fartygstransporter på fientligt territorium. Defensiva mineringar syftar till att hindra eller fördröja fiendens fartygsrörelser inom eget territorium. Psykologiskt motiverade mineringar syftar till att skapa osäkerhet kring sjövägarnas säkerhet. I båda de första fallen krävs ofta stora insatser med många minor i väl planerade och placerade minlinjer. För psykologiska effekter kan det räcka med en enda mina.
Beroende på om avsikten är att hindra, fördröja eller störa, så behövs det olika täta och effektiva mineringar, då träffsannolikheten som behövs i mineringen varierar beroende på avsikten.

### Placering
Det geografiska områdets utseende påverkar val av minor och planeringen av mineringens sammansättning. Man skiljer huvudsakligen på
- Kustmineringar, där större områden fylls med ett stort antal minor
- Skärgårdsmineringar, där leder och passager blockeras
- Strandmineringar, som syftar till att försvåra landstigningsföretag
- Hamnmineringar, där man minerar en hamn så att den inte skall kunna användas av fienden

### Minfällning
Minfällning kan ske från i princip vilket fartyg, flygplan, helikopter eller landfordon som helst med kapacitet att bära minornas vikt. För stora mineringar med hundratals minor används företrädesvis speciella minfartyg, eller hjälpminfartyg (modifierade handelsfartyg eller isbrytare). De flesta minor avsedda för fällning från fartyg är försedda med hjul eller glidanordningar för att kunna fällas från minräls eller sjunkbombsräls. De flesta medelstora örlogsfartyg är försedda med räls för att kunna användas för minering, även om det inte ingår i deras huvuduppgift. Ett flertal mindre minor, främst dessa avsedda för strand- och hamnmineringar, kan dock fällas utan räls då de är tillräckligt lätta att hantera för hand.
Ubåtar kan fälla minor på flera olika sätt. Det vanligaste är att minan skjuts ut via torpedtuberna, och minan är då utformad som en torped. Dessa minor kan också vara försedda med motor för att kunna skjutas till sin position från ett längre avstånd. Ubåtar kan också fälla konventionellare mintyper, antingen genom minbrunnar invändigt i ubåtens skrov, eller genom en mingördel, som är en konstruktion där en behållare för minor hängs utanpå ubåtens formskrov och kan släppas efter minering eller om ubåten snabbt behöver avbryta mineringsföretaget.
Hamnmineringar kan genomföras från land. Ofta används då minor som är speciellt utformade för att glida igenom vattnet vid fällningen, så att de hamnar en bit ut från kajkanten.